# 遊☆戯☆王5D's STARDUST ACCELERATOR -WORLD CHAMPIONSHIP 2009-
『遊☆戯☆王5D's STARDUST ACCELERATOR -WORLD CHAMPIONSHIP 2009-』（ゆうぎおうファイブディーズ スターダスト アクセラレーター ワールドチャンピオンシップ2009）は、2009年3月26日にコナミデジタルエンタテインメントから発売された遊☆戯☆王ファイブディーズ オフィシャルカードゲームを題材としたゲームソフトである。

## 概要
2009年世界大会公式ソフト。5D'sシリーズとしては1作目にあたる。アニメ『遊☆戯☆王5D's』がベースの「5D'sストーリー」・フリーデュエル等が楽しめる「ワールドチャンピオンシップ」の2つのモードを収録。通常のデュエル、タッグデュエルに加えて、5D'sの特色であるライディング・デュエルが追加されている。それに伴い、スピードスペルとスピードカウンターに関する罠カードがゲームオリジナルカードとして登場している。一部のデュエルではアニメ同様のMC（CV:ベルナール・アッカ）による実況が入る。カードとは関係なく、D・ホイールを使ったレースも出来るようになっている。カスタマイズパーツを購入することで、D・ホイールのスピードや強度が上がる。
今作からデュエルターミナル出身のカードが追加されている。レギュラーパック「CRIMSON CRISIS」とデュエルターミナル「魔轟神復活!!」までのカードが歯抜け収録されており、総数は2882枚。今作からマスタールールに移行し、5D'sの特色であるシンクロ召喚が導入された。カードの収録枚数が大幅に増加している反面、モンスターの立体映像が簡略化されている。またSEが大幅に変更された。パックは遊☆戯☆王デュエルモンスターズ WORLD CHAMPIONSHIP 2008までと違い、実在するものにリニューアルされているがオリジナルバック事態は登場する。今作以降ワールドチャンピオンシップのデュエリストは自身とは別のカードが切り札に設定されている傾向になっている。但し、一部のデュエリストは自身を投入していない、あるいはそのままでは使えないカードをデッキに投入していることもある。
Wiiソフト「遊☆戯☆王5D's Wheelie Breakers」と連動させることで、スピードスペルの「ウィーリーブレイカー」を3枚入手することができる。
新型インフルエンザの流行に伴い、国内1次予選大会の一部が中止された。

### 前作からの変更点
- 世界観と設定が一新され、原作とGXのキャラが登場しなくなった。また、主人公の設定も異なり、原作とGXのキャラを模した服装が削除されている。
- バックが全てリニューアルされ、ストーリーを進めると実在するレギュラーバックが、ワールドチャンピオンシップを進めるとワールドチャンピオンシップエディションが登場する様になった。
- ルールが「マスタールール」形式に変更され、それに伴ってシンクロ召喚が実装、一部のカード効果がエラッタされた。また、ゲームオリジナル要素としてライディング・デュエルが追加された。
- オベリスクの巨神兵の効果がＯＣＧ仕様に変更され、残りの神のカードもOCG仕様のオベリスクの効果に近い効果でエラッタされた[5]。
- 主人公のデュエル時の台詞に性格や職業を表すセットが追加。
- デュエル画面が変更され、上画面にデュエリストの様子とライフポイントが表示され、下画面にデュエルフィールドが表示される様子になった。モンスターの戦闘時に全体像が表示される。

## 5D'sストーリー
アニメ『遊☆戯☆王5D's』をベースにしたオリジナルのストーリーになっている。記憶喪失の主人公がサテライトで意識を取り戻すところから始まり、自分の記憶を取り戻すために、ラリー達の協力を得て遊星の後を追ってネオ童実野シティを目指すこととなる。アニメの第1部の前半にあたる「デュエル・オブ・フォーチュンカップ編」を元にしている。

## 登場人物
主人公
気づいた時にはサテライトにいた。記憶喪失になっており、最初は自分の名前すら思い出せなかった。デュエルをしていくうちに記憶を取り戻して行き、自身の秘密を知ることとなる。時折、腕に「竜の痣」が浮かぶ。デッキの他にスピードスペルを持っており、D・ホイーラーだったのでは無いかと推察されている。その後、シティへの突入を試みてセキュリティに捕まったことでマーカーを付けられ（見た目上の変化は無い）、ゴドウィンから監視を受けるようになる。
その正体はゴドウィンが実験の為に造ったクローン人間であり、竜の痣を人為的に移植された紛い物のシグナーである。フォーチュンカップの決勝戦の後ゴドウィンに拉致され、赤き竜を降臨させるための儀式（デュエル）を強要される。
過去作同様に性別によっては着せられる服が変わるようになる。またある条件を満たすと遊星やジャックのＤ・ホイールが使用できるようになる。
ラリー・ドーソン
サテライトで主人公と最初に出会う。主人公が記憶喪失と知り、協力を申し出てくれる。左目の下にマーカーを付けられている。機械族デッキを使用する。
ナーヴ
頭に巻いたバンダナと顎鬚が特徴。主人公にアジトへ入れるかを試す為にデュエルを挑む。通常モンスターとサポートカードを大量に入れたデッキを使用する。
タカ
筋肉質で背が低めなのが特徴。ネオ童実野シティに行くためにパイプラインを通ろうとする主人公に、パイプラインの点検日を教えてくれる。
ブリッツ
頭頂部で結んだドレッドヘアが特徴。主人公のためにD・ホイールを探してきてくれる。だがフレームしか無いジャンク品だったため、クレームをつけに行ったところ軟禁されてしまうが、主人公に救出される。
不動 遊星（ふどう ゆうせい）
原作の主人公。ブリッツを助けたお礼に主人公にD・ホイールのエンジンをくれる。主人公に先駆けてネオ童実野シティに侵入する。登場キャラクターの中で唯一、スタンディング・デュエルとライディング・デュエルの両方を行うことが出来る。
牛尾 哲（うしお てつ）
セキュリティの警察官。セキュリティ隊員用の白バイタイプのD・ホイールに搭乗する。窃盗容疑でラリーを捕まえに来たところ、囮となった主人公に逃げ切られたことから主人公を捕まえることに執念を燃やし執拗に追跡するようになる。囮となった旧ハイウェイの後も、パイプライン、セキュリティ保管庫で主人公を追跡する。一度でも追いつかれると、ゲームオーバーとなる。「フォーチュンカップ」の予選1回戦でデュエルすることになる。
瓜生（うりゅう）
ネオ童実野シティ出身だが、犯罪を犯したことでマーカーを付けられてサテライトに追放された。タカとブリッツを廃工場に監禁するが、主人公によって倒される。
氷室 仁（ひむろ じん）
ネオ童実野シティの収容所に入れられていた男。両頬にマーカーを付けられている。他人のデッキを借りた主人公とデュエルをして敗北したことで主人公の腕を認める。収容所を出所する主人公にブートレグという酒場に向かうように伝え、「牛鬼」のカードを渡す。
鷹栖（たかす）
収容所の所長。「C（チェーン）モンスター」を操る。主人公が負ければ奴隷に、主人公が勝てば、主人公と遊星を釈放し、他の囚人の刑期を半分にするという条件でデュエルを挑んで来る。初戦でのデュエルでは他人から借りたカードを寄せ集めて作成したデッキでデュエルすることになる。
レクス・ゴドウィン
主人公と鷹栖のデュエルを見ており、約束を反故にしようとした鷹栖に苦言を呈して釈放の便宜を図る。デュエルはしないがその後も主人公を「フォーチュンカップ」に招待するなど、キーパーソン的な役割が多い。主人公について何か知っているような素振りを見せる。
マスター
ブートレグのマスター。主人公を試すために5つの詰めデュエルを出して来る。その内3つクリアすることで、デュエリストとして認めてくれるようになる。次回作以降にも続投している。
雑賀（さいが）
氷室の知り合いで、主人公のデッキとD・ホイールをセキュリティから取り戻すために協力してくれる。初めてタッグデュエルをする時にパートナーになる。
ニコ
ストラクチャーデッキの研究をしている少年。ダイモンエリアの空き地でストラクチャーデッキを使ったデュエルをすることが出来る。全てのストラクチャーデッキで彼に勝利することで、ショップでストラクチャーデッキを購入可能になるが、バグによって一種類しか買えなくなってしまう。
ヘリオ
ダイモンエリアのカードショップにいる少年。自称カードコレクター。ストーリーモードクリア後にトレードが出来るようになるが、バグによってスピード・ワールドやトークンカードが入手出来てしまう(この為か世界大会リストではこれらのカードが禁止指定されている)。
龍亞（るあ）
龍可の双子の兄。セキュリティに追われていた主人公を助けてくれる。表示形式によって異なる効果を得られる機械族モンスター、「D（ディフォーマー）」デッキを操る。ネオ童実野シティで行われるタッグデュエル大会に主人公を誘う。
龍可（るか）
龍亞の双子の妹。「フォーチュンカップ」に招待されていたが、目立つことを嫌って龍亞に代わりに出場して貰った。しかし結局バレてしまい、敗者復活戦に出場する。
十六夜 アキ（いざよい アキ）
「黒薔薇の魔女」と呼ばれ恐れられている少女。「竜の痣」を持つ主人公を排除しなければならないと、地下デュエル場でデュエルを挑んで来る。その後、「フォーチュンカップ」2回戦でも戦うことになる。
アルファ、ベータ、ガンマ、デルタ
主人公と同時期に作られたクローン人間。主人公と全く同じ姿をしていて、それぞれ痣を移植されている。
ジャック・アトラス
常勝不敗を誇り、そのカリスマ性により絶大な人気と名声を得るキング。ストーリーのラスボスであり、「フォーチュンカップ」で優勝した主人公が挑戦することになる。モノサイクル（一輪）で白いハイブリッドタイプのD・ホイール「ホイール・オブ・フォーチュン」に搭乗する。勝つことでかつて遊星から奪った「スターダスト・ドラゴン」を返してくれる。

## 登場モンスター
憑依装着ーエリア
霊使いデッキを使用。切り札は風林火山。デッキ名は「しれっと四霊NEO」で前作の深緑守護者エンブストが使用していた「しれっと四霊」からリニューアルされている。顔グラや台詞は水霊使いエリアと同じ。

## ライディング・デュエル
本作では変則ルールのデュエルとして再現されている。
ライフポイント、手札、フィールドは通常のデュエルと同じだが、スタンバイフェイズごとにスピードカウンターが双方に1つずつ、最大12個まで追加される。魔法カードは専用の「スピードスペル」しか使用できず、発動するには一定のスピードカウンターが必要となる。通常の魔法カードはデッキに投入することが出来ない。スピードスペル「Sp-エンジェル・バトン」「Sp-シフト・ダウン」などのアニメに登場したものだけでなく、「Sp-遺言状」「Sp-突然変異」「Sp-ハーピィの羽根帚」「Sp-強欲な壺」など、当時の通常のデュエルにおける禁止カードがスピードスペルとして採用されている。1000ポイントダメージを受けるごとにスピードカウンターは1つ減る。

## 同梱カード
- インフェルニティ・デーモン
- インフェルニティ・ドワーフ
- インフェルニティ・ガーディアン
- インフェルニティ・デストロイヤー - 攻略本付属カード。

## Wi-Fiダウンロード

### デュエリストイメージ
| 配信月     | デュエリスト名           | デッキ名      | レーティング |
| ---------- | ------------------------ | ------------- | ------------ |
| 2009年3月  | トマボー                 | Plant&Drain   | 1010         |
| 2009年4月  | 赤鬼                     | Ogre's Strike | 1200         |
| 2009年5月  | 勝利の導き手フレイヤ     | Heaven's Gate | 1100         |
| 2009年6月  | 黒翼の魔術師             | Night Wing    | 1200         |
| 2009年7月  | サイコ・ヘルストランサー | Psychic Power | 1300         |
| 2009年8月  | 氷の女王                 | Freeze Magic  | 1300         |
| 2009年9月  | 深緑守護者エンブスト     | Forest Law    | 1400         |
| 2009年10月 | 甲殻守護者サバァーン     | Ocean's Saver | 1400         |
| 2009年11月 | 高速守護者フェラリオ     | G.E.A.R       | 1400         |
| 2009年12月 | 地獄守護者モーリー       | Black Bomb    | 1400         |
| 2010年1月  | 暗黒守護者ギゴリ         | Dark World    | 1400         |
| 2010年2月  | 天上守護者セフォリル     | Reject All    | 1500         |

他にも世界大会上位3名のデュエリストイメージが配信された。

### 禁止・制限カードリスト
- 2009年3月リスト
- 2009年9月リスト
- 2010年3月リスト
- 世界大会リスト

### ダウンロード限定カード
- オシリスの天空竜（11/21）
- オベリスクの巨神兵（11/22）
- ラーの翼神竜（11/23）

## 関連書籍
- 遊☆戯☆王5D's STARDUST ACCELERATOR -WORLD CHAMPIONSHIP 2009- ヴィクトリーロード（Vジャンプブックス-ゲームシリーズ）（2009年3月26日発行、ISBN 978-4087794977）